# Timofiej Orendarenko
Timofiej Michajłowicz Orendarenko (ukr. Тимофій Орендаренко; lata życia nieznane) – hetman kozaków rejestrowych w latach 1630–1631 i 1632–1633.
Wiadomo o nim w ogóle bardzo niewiele. Podczas powstania Fedorowicza został wybrany hetmanem, a Stanisław Koniecpolski wybór ten zatwierdził (1630). Zaproponowany przez niego tekst nowej ugody rejestrowej Sejm odrzucił.
Niezadowoleni z jego postawy i umiejętności przywódczych (a właściwie umiejętności zaprowadzenia karności wśród kozactwa) Polacy doprowadzili do rychłego (1631) pozbawienia go tej godności. Na jego miejsce na funkcję tę wyniesiono Iwana Petrażyckiego-Kulahę. Gdy i tego usunięto (i wkrótce potem zabito), a i następny po nim Andrij Didenko długo się funkcją nie nacieszył, Orendarenko powrócił do łask i ponownie został hetmanem (1632).
Podczas wojny smoleńskiej stanął po stronie polskiej i oddał jej istotne usługi, gdy wzmocnił armię królewską 17 września 1633 roku przybywając do obozu królewskiego w sile 12 000 żołnierzy i 10 działek. Wkrótce Kozacy osaczyli moskiewski obóz Szeina od południa i wzięli udział w Bitwie pod Smoleńskiem.
Dalsze jego losy są nieznane.